# Psychotria marchionica
Psychotria marchionica là một loài thực vật có hoa trong họ Thiến thảo. Loài này được Drake miêu tả khoa học đầu tiên năm 1890.